# Élora (prénom)

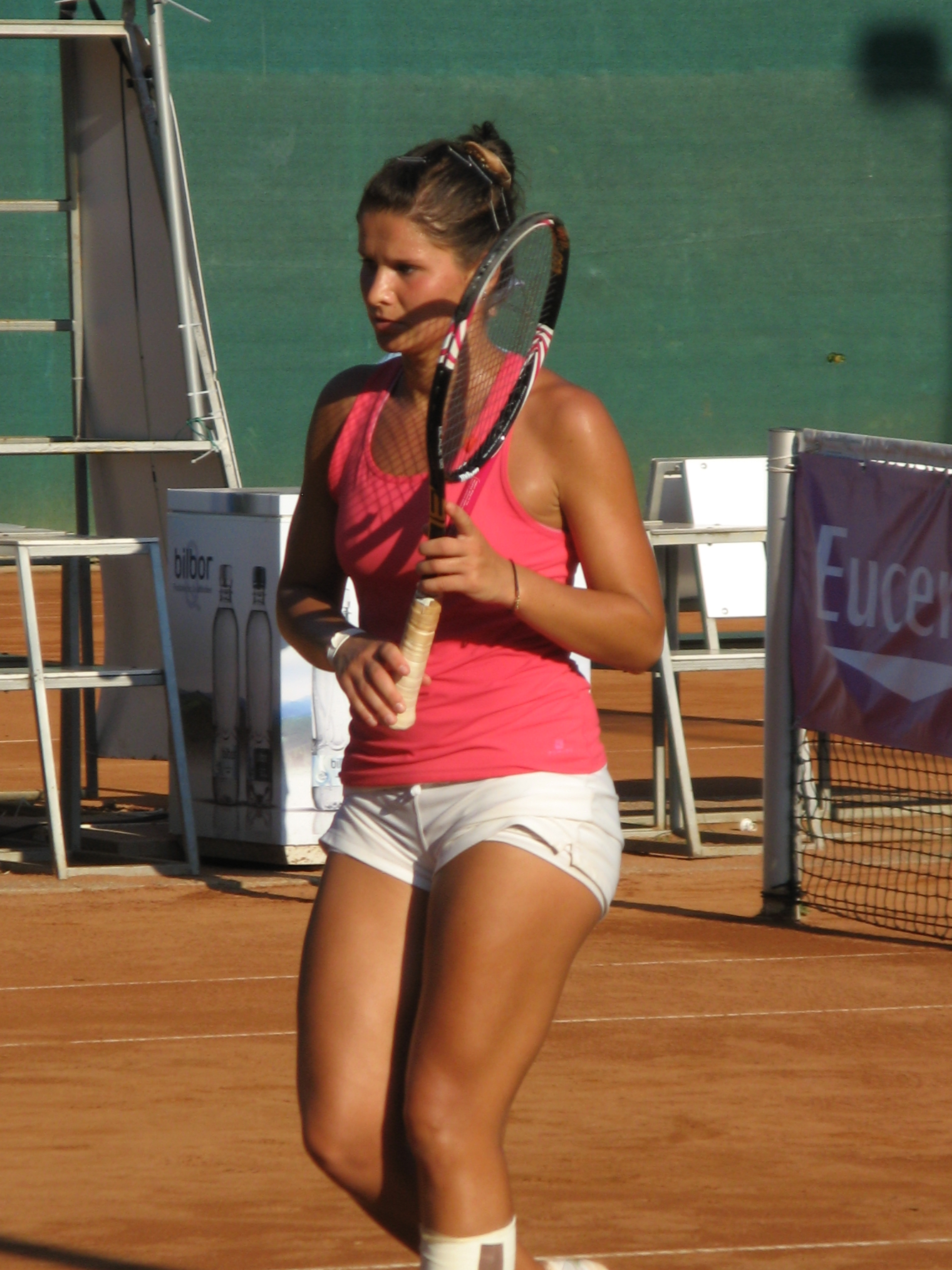
Elora Dabija, joueuse de tennis internationale roumaine

Élora ou Eliora est un prénom féminin ancien aux origines hébraïque, chrétienne, arabe et indienne qui connaît un regain de popularité depuis les années 2000.

## Variantes
Le prénom existe sous la forme Elora en anglais et en hébreu, Eliora en hébreu, Ellora en Inde ou encore Elhora en arabe.

## Origines
- Le prénom chrétien est une variante d'Éléonore[2], fêté le 25 juin[3].
- Le prénom hébreu dérive d'« Eliora » (אליאורה, ’El.î ’ôrah) qui signifie « mon Dieu est lumière »[4].
- Le prénom arabe vient d'« el houra » qui signifie « La Libre ».
- Le prénom indien Elora ou Ellora signifie « La couronne de laurier »[5]

## Personnes portant ce prénom
- Elora Hardy, architecte canadienne.
- Elora Gohor, actrice bangladaise.
- Élora Pattaro, escrimeuse brésilienne.
- Elora Dabija, joueuse de tennis internationale roumaine.
- Elora Shehabuddin, auteure et chercheuse américaine, spécialisée dans l'étude de la condition féminine en Asie du Sud.
- Elora Españo, actrice philippine.
- Elora Sauerbrun, épouse de John George Trump.